# Тонічне віршування
Тон́ічна систе́ма віршува́ння (грец. τόνος — наголос) — система віршування, яка ґрунтується на сумірності наголосів у віршорядках (ізотонізмі), а також на їхній варіативній різномірності — впорядкованій і невпорядкованій.

## Теорія тонічного віршування
Кількість наголосів визначає розмір віршорядка: він може бути двічі, тричі тощо наголошеним. Найчастіше спостерігаються рядки з трьома та чотирма наголосами. Ненаголошені та напівнаголошені слова виконують лише допоміжну й варіативну роль у витворенні тонічного розміру. А в пісенній, фольклорній тоніці додаються ще й суто музичні наголоси. Попри закоріненість української літературної тоніки у власний питомий ґрунт, теоретичне її осмислення ще недостатнє.
Російський учений М. Гаспаров називає чотири щаблі переходу від силабо-тонічного віршування: 1) силабо-тонічний віршорядок — обсяг міжіктових інтервалів постійний (у ямбі та хореї — один склад, у трискладових розмірах — два склади); 2) дольник — обсяг міжіктових інтервалів коливається в діапазоні двох варіантів (1–2 склади); 3) тактовик — обсяг міжіктових інтервалів коливається в межах трьох варіантів (1–2–3 склади); 4) акцентовик — обсяг міжіктових інтервалів коливається необмежено і на слух не сприймається. Суто тонічне віршування починається «за порогом тактовика» і вимірюється вже «не кількістю стоп (і, відповідно, кількістю сильних місць, іктів), а кількістю слів (і, відповідно, наголосів)…»
Цей досить зручний для арифметичних обрахунків підхід водночас ігнорує індивідуальні особливості творів, надто ж тих, що їх «надиктувала» авторам певна мелодія, а також тих, де, залежно від манери декламування, емфатичні наголоси, подібно до мелодійних акцентів у пісенній тоніці, переважають словесні. Прихильники музичної та декламаційної концепції тонічного віршування шукали інших критеріїв його ідентифікації — графічних (В. Маяковський), тактометричних (О. Квятковський), пісенних. Дослідники ритміки фольклорної пісні найдрібнішою одиницею тонічного віршування називають «півстих» (О. Потебня, Ч. Нейман, П. Бажанський), або «музикальну стопу» (І. Франко, О. Востоков). Перший термін більш акцентує на словесному компоненті пісні, другий — на мелодійному. Є ще термін з виразною танцювальною семантикою — «коліно». Теоретик і практик тактовика І. Сельвінський стверджував, що є сенс говорити про тактову систему віршування, де текст не скандується, а диригується, як у музиці: на 4/4, 3/4, 6/4 і т. д. Тактовик вільно вбирає в себе і класичні розміри силаботоніки, і паузники, й акцентовики.

## В українській літературі
У зіставленні різних поглядів на природу тонічної системи віршування виявляється спільне, що розкриває її питомі змістові характеристики, — інтонаційна розкутість; відсутність регламентованого закріплення наголосів на певних місцях, підпорядкованість мовній, фразовій, словесній ритмо-мелодиці при одночасному вокальному протягуванні або стисненні слів шляхом їхніх наголошеності, ненаголошеності; напівнаголошування та двонаголошування; принципи ізотонізму й ізохронізму (вони не дотримуються у речитативному та говірному уснопоетичному віршуванні).
У наближенні до цих фольклорних взірців чи їхньої імітації з'являється в сучасній українській поезії абсолютна тоніка, а здебільшого вона поєднується з тактовиком і його різновидом — паузником. Понадчотирискладовий поріг ненаголошеності має в нашій просодії меншу частотність, ніж у російській, тому питому рису української тоніки слід шукати в розмовних, говірних, речитативних інтонаціях та зворотах, поєднаних із аритмічною мелодикою фрази:
Ото ж воно й почало́ся з
то́го,
що одружи́вся дурний
Петро́.
Ті́льки до хати привів
небо́гу —
зразу ж топи́тись пішов у
Дніпро.
На початку, як і у подальшому тексті «Казки про Дурила» В. Симоненка, неможливо однозначно підрахувати кількість ненаголошених складів, оскільки, залежно від манери читання, емфатичних акцентів і пауз, кожен рядок може мати неоднакову кількість наголосів. Наприклад, 4-й можна прочитувати як із двома наголосами (топитись, Дніпро), так і з чотирма, на кожному слові (і тоді виходитиме 4-стопний дактиль). І все ж виразно відчувається розмовна інтонація, яка не дозволяє читцеві ставити «зайвих» наголосів, хоча вони в принципі й можливі. Уривок виразно тяжіє до тонічної двонаголошеності.
Схоже — й у вірші І. Драча «Київ з очима сонця і місяця», де наявні 4 сильних наголоси. При читанні ненаголошені слова «пробігаються» прискорено, а наголошені розтягуються:
Ки́єве мій, ди́во моє з очима со́нця і мі́сяця,
Кле́кіт зелений твій б'є́ться, ра́йдуга в кожнім вікні́ встає,
Зело́м стугонить кожен кла́поть, хма́ри собі не знаходять мі́сця.
Ша́л твій зеленокри́лий не́бо наві́дліг б'є.